# العلاقات البرتغالية الجزائرية
العلاقات البرتغالية الجزائرية هي العلاقات الثنائية التي تجمع بين البرتغال والجزائر.

## مقارنة بين البلدين
هذه مقارنة عامة ومرجعية للدولتين:
| وجه المقارنة                                              | البرتغال                                                  | الجزائر                      |
| --------------------------------------------------------- | --------------------------------------------------------- | ---------------------------- |
| المساحة (كم2)                                             | 92.21 ألف                                                 | 2.38 مليون                   |
| عدد السكان (نسمة)                                         | 10.60 مليون                                               | 38.81 مليون                  |
| الكثافة السكانية (ن./كم²)                                 | 114.95                                                    | 16.31                        |
| العاصمة                                                   | لشبونة                                                    | الجزائر                      |
| اللغة الرسمية                                             | اللغة البرتغالية، اللغة الميراندية                        | اللغة العربية، لغات أمازيغية |
| العملة                                                    | يورو، اسكودو برتغالي                                      | دينار جزائري                 |
| الناتج المحلي الإجمالي (بليون دولار)                      | 217.57 مليار                                              | 170.37 مليار                 |
| الناتج المحلي الإجمالي (تعادل القوة الشرائية) بليون دولار | 307.82 مليار                                              | 582.63 مليار                 |
| الناتج المحلي الإجمالي الاسمي للفرد دولار أمريكي          | 19.22 ألف                                                 | 4.21 ألف                     |
| الناتج المحلي الإجمالي للفرد دولار أمريكي                 | 28.76 ألف                                                 | 14.19 ألف                    |
| مؤشر التنمية البشرية                                      | 0.830                                                     | 0.745                        |
| رمز المكالمات الدولي                                      | +351                                                      | +213                         |
| رمز الإنترنت                                              | .pt                                                       | .dz                          |
| المنطقة الزمنية                                           | توقيت غرب أوروبا، توقيت غرب أوروبا الصيفي، أوروبا/لشبونة ‏ | ت ع م+01:00                  |

## منظمات دولية مشتركة
يشترك البلدان في عضوية مجموعة من المنظمات الدولية، منها:
| علم المنظمة | اسم المنظمة                               | تاريخ انضمام البرتغال | تاريخ انضمام الجزائر |
| ----------- | ----------------------------------------- | --------------------- | -------------------- |
|             | مؤسسة التنمية الدولية                     | 29 ديسمبر 1992        | 26 سبتمبر 1963       |
|             | يونسكو                                    | 11 مارس 1965          | 15 أكتوبر 1962       |
|             | وكالة ضمان الاستثمار متعدد الأطراف        | 6 يونيو 1988          | 4 يونيو 1996         |
|             | الأمم المتحدة                             | 14 ديسمبر 1955        | 8 أكتوبر 1962        |
|             | الفريق المعني برصد الأرض                  | ?                     | 2005                 |
|             | الاتحاد البريدي العالمي                   | ?                     | ?                    |
|             | البنك الدولي للإنشاء والتعمير             | 29 مارس 1961          | 26 سبتمبر 1963       |
|             | المنظمة الهيدروغرافية الدولية             | ?                     | ?                    |
|             | الاتحاد الدولي للاتصالات                  | 1866                  | 3 مايو 1963          |
|             | منظمة حظر الأسلحة الكيميائية              | ?                     | ?                    |
|             | مؤسسة التمويل الدولية                     | 8 يوليو 1966          | 23 سبتمبر 1990       |
|             | المركز الدولي لتسوية المنازعات الاستشارية | 1 أغسطس 1984          | 22 مارس 1996         |
|             | منظمة التجارة العالمية                    | ?                     | ?                    |
|             | منظمة الشرطة الجنائية الدولية             | ?                     | ?                    |
|             | البنك الإفريقي للتنمية                    | ?                     | ?                    |

## أعلام
هذه قائمة لبعض الشخصيات التي تربطها علاقات بالبلدين:
- مراد مغني (لاعب كرة قدم فرنسي، 16 أبريل 1984[20] – )
- يانيس تافر (لاعب كرة قدم فرنسي، 11 فبراير 1991[21] – )

## وصلات خارجية
- موقع وزارة الخارجية البرتغالية
- موقع وزارة الخارجية الجزائرية